# Polikarp Mihuniewicz
Polikarp Mihuniewicz (ur. 1679, zm. 1747) – duchowny greckokatolicki.

## Życiorys
Członek zakonu bazylianów, studiował w kolegium jezuitów w Braniewie. Uczestniczył w synodzie zamojskim jako opat klasztoru żyrowickiego. Brał udział w obradach kapituły w Dubnie (25 maja – 12 czerwca 1743), podczas której dwa odłamy bazylianów połączyły się w jeden zakon. W 1747 nominowany na arcybiskupa smoleńskiego, zmarł przed przyjęciem święceń biskupich.